# Levitation
| 전문가 평가                       | 전문가 평가 |
| 평가 점수                         | 평가 점수   |
| 출처                              | 점수        |
| --------------------------------- | ----------- |
| Allmusic                          | [ 1 ]       |
| The Encyclopedia of Popular Music | [ 2 ]       |
| Mojo                              | [ 3 ]       |

《Levitation》은 1980년 10월 27일에 발매된 영국의 스페이스 록 밴드 호크윈드의 열 번째 스튜디오 음반이다. 영국 음반 차트에서 21위로 정점을 찍었다.
발매 당시 밴드 리더인 데이브 브록은 "《Levitation》과 함께 우리는 우리의 데뷔 음반 스타일로 완전히 돌아왔습니다. 그리고 그것은 우리의 이상과 우리가 지지하는 것을 완전히 표현한 음반이었습니다."라고 말했다. 그것은 리드 보컬이자 작사가인 로버트 칼버트가 떠난 후 그들의 첫 스튜디오 음반이며, 여기서 가사는 필기체인 경향이 있고 기악의 수가 증가한다. 그것은 또한 크림 전 드러머 진저 베이커가 피처링한 유일한 스튜디오 호크윈드 음반이며, 후에 밴드로 돌아와 2010년의 《Blood of the Earth》에서 연주하는 공의 전 키보디스트 팀 블레이크의 첫 번째 음반이다.

## 녹음
이전 음반인 《Live Seventy Nine》을 녹음했던 인원과 동일한 인원으로 구성된 이 밴드는 이 음반을 녹음하기 위해 1980년 7월과 8월에 라운드하우스 레코딩 스튜디오에 들어갔다. 스튜디오에는 브론즈 레코드의 3M 디지털 마스터링 시스템이 새롭게 장착되어 있었고, 이를 발전하는 디지털 레코딩 기술로 녹음된 가장 초기의 록 음반 중 하나로 만들었다.

## 곡 목록
| #  | 제목               | 작사·작곡                 | 재생 시간 |
| -- | ------------------ | ------------------------- | --------- |
| 1. | 〈Levitation〉     | 데이브 브록               | 5:48      |
| 2. | 〈Motorway City〉  | 브록                      | 6:48      |
| 3. | 〈Psychosis〉      | 하비 베인브리지           | 2:22      |
| 4. | 〈World of Tiers〉 | 베인브리지, 휴 로이드랭턴 | 3:30      |

| #  | 제목                          | 작사·작곡                    | 재생 시간 |
| -- | ----------------------------- | ---------------------------- | --------- |
| 5. | 〈Prelude〉                   | 팀 블레이크                  | 1:28      |
| 6. | 〈Who's Gonna Win the War?〉  | 브록                         | 4:45      |
| 7. | 〈Space Chase〉               | 로이드랭턴                   | 3:11      |
| 8. | 〈The 5th Second of Forever〉 | 브록, 로이드랭턴             | 3:27      |
| 9. | 〈Dust of Time〉              | 브록, 베인브리지, 로이드랭턴 | 6:22      |